# 笹井芳樹
笹井 芳樹（ささい よしき、1962年〈昭和37年〉3月5日 - 2014年〈平成26年〉8月5日）は、日本の発生学者・医学者。学位は、博士（医学）（京都大学）。神経誘導因子「コーディン」の発見者。オルガノイド研究で先駆的業績を持ち、「ブレイン・メーカー」と称された。京都大学再生医科学研究所教授、理化学研究所発生・再生科学総合研究センター (CDB) グループディレクター、同副センター長を歴任。
エドワード・デロバティスの下でコーディンを発見し、ウルバイラテリア仮説も提唱。理研では動物が相似形を維持する原理も解明した。世界で初めてES細胞による網膜の分化誘導や立体的な網膜の生成に成功し、多能性幹細胞の大量培養法も開発。さらにES細胞から視床下部前駆細胞の分化誘導や脳下垂体の立体的な形成も実現し、井上学術賞、山崎貞一賞、武田医学賞、上原賞などを受賞した。
論文執筆の天才とも呼ばれ、センター全体の資金調達や神戸医療産業都市関連の事業でも活躍。文部科学省や科学技術振興機構の再生医療プロジェクトや委員会でも手腕を見せた。2014年に発表・撤回されたSTAP論文により様々な責任が追及される中、2014年8月5日に自殺（縊死）。笹井の死は国内外に衝撃を与えた。

## 来歴・人物

### 京大医学部から研究の道へ
1962年、兵庫県豊岡市で生まれる。野球をして育ち、剣道で自制心を養ったという。高校は愛知県立旭丘高等学校に進学し、音楽部に所属。同じ部活の同級生には田嶋要がいた。勉強だけでなく、スポーツもよくできたという。親族の多くは医学方面に進んでおり、1980年には笹井も京都大学医学部へ進学した。大学では同理学部教授であった岡田節人の講義を聞き、発生学にも興味を持った。
1982年から1986年にかけて、京都大学医化学第一講座で実験や研究の基礎を学ぶ。医化学第一講座と第二講座の交流の良さを指摘し、生化学や分子生物学の第一線を感じ取れたこと、「基礎医学の研究は自分の個性をそれぞれ生かしてやってゆくことができるんだ」と思っていたことを述懐している。早石修の最終講義では、笹井が在校生代表として謝辞を述べた。
1986年3月に京都大学医学部を卒業し、「一度医療を通して人間・生命の本質を感じる中で研究を選びたい」ということから同年6月より2年間の研修を受ける。「これからの医学に必要なことを肌で感じたい」という気持ちがあり、研修先は大学病院ではなく神戸市立中央市民病院を選ぶ。研修中には、運動機能に障害を持つ筋萎縮性側索硬化症や脊髄小脳変性症などの患者も担当している。
笹井は研修を通して神経の難病に治療法や特効薬がないことを認識し、脳や神経系に興味を持つ。臨床医としての研究に限界を感じたこともあり、基礎研究を志して1988年に京都大学大学院医学研究科へ入学。中西重忠の下で研究に取り組み、複雑でありながら極めて精密に構築されている脳の不思議に魅了される。1993年に、京都大学博士（医学）を取得する。

### 留学と神経誘導因子研究
1993年にはカリフォルニア大学ロサンゼルス校 (UCLA) 医学部客員研究員の機会を得る。渡米時にはパスポートを盗まれて苦境に立つが、無事に再発行を受けることができ、エドワード・デロバティスの元で1996年まで研究を行う。笹井はハンス・シュペーマンが発見した形成体（オーガナイザー、シュペーマン形成体とも言う）から分泌される「神経誘導因子」の分子実体とその作用機構の研究に取り組む。
笹井はわずか一月程でコーディン遺伝子を作るクローンを発見し、さらにこのコーディンがシュペーマン形成体から分泌される発生シグナル物質であること、神経以外の他の細胞へ分化するのを抑制するシグナルを出すことを発見した。シュペーマン形成体は1924年に発見されて以降、その作用の仕組みが明らかになっていなかったが、笹井によって解決された。このコーディンの発見は、神経発生学の入門書でも取り上げられている。
ショウジョウバエやマウスにおいて、形を決定する遺伝子の働きに類似したものが見られる。笹井とデロバティスはこの類似が進化的保存であると考え、昆虫と脊椎動物で共通の祖先を持つとする「ウルバイラテリア仮説」を1996年に提唱、この分野に大きな影響を与えた。帰国後の1996年には京都大学医学部助教授（生体情報科学講座）に就任し、神経分化を決定するスイッチ因子のカスケードの研究に従事。1998年には京都大学再生医科学研究所教授に36歳の若さで就任、ES細胞から選択的に神経細胞を分化させる系を確立した。
また、理化学研究所時代にはアフリカツメガエルの初期胚を使って指令因子と相似形について研究を実施。2013年には、シズルドの濃度でコーディンが阻害され、コーディンの濃度勾配が調整されること、胚の大きさとシズルドの濃度が比例することによって相似形（生物の大きさが変わっても形状が同じこと）が維持されることを発表している。

### 幹細胞とその自己組織化研究
1998年頃から、自己組織化研究を本格化させ、10年程かけて自己組織化の実験系の確立に取り組む。なお、この間、2000年理化学研究所 発生・再生科学総合研究センター (CDB：Center for Developmental Biology) において、グループディレクターを兼任し、2003年には専任となった。この過程で、2005年には高橋政代とES細胞による網膜の分化誘導に成功し、2006年にはES細胞から視床下部前駆細胞を分化誘導させることに成功。マウスES細胞から外胚葉へ分化誘導する遺伝子XFDL156を発見し、2008年のセル誌に発表した。
また、2007年にはES細胞の大量培養法の開発や、神経系細胞の効率的な作成を発表。ES細胞の培養方法においてバラバラにしたヒトES細胞の死が問題になるが、笹井のチームはRhoキナーゼ (ROCK) というリン酸化酵素の活性化が原因であることを発見。Rhoキナーゼ阻害剤 (ROCK-Inhibitor) を培養液に添加することにより、ES細胞を大量培養することに成功している（従来1%の生存確率が27%に向上）。
さらに2011年4月7日付の英科学誌『ネイチャー』にマウスのES細胞から網膜全体を作ることに成功したことを発表。ES細胞から網膜を立体的に作ったのは世界初の試みであり、「この分野を一変させた」と高く評価されている。また、2012年には様々なホルモンを分泌する脳下垂体についても、立体的な形成に成功する。これら一連の研究により、2009年から2012年にかけて文部科学大臣表彰、大阪科学賞、井上学術賞、塚原仲晃記念賞、山崎貞一賞、武田医学賞などを立て続けに受賞した（節「受賞歴」も参照）。
2012年のインタビューでは、今後10年は生物の形や大きさを決める原理について研究していきたいと述べるとともに、再生医療や創薬への応用を目指す人達に対する技術移転やサポートについても抱負を語っていた。また、2013年のインタビューでは、ゲノム編集技術による将来展望や、細胞の分化誘導から組織を創り出すことを考える時代へ入っているとの認識を語っていた。

### 再生医療やCDBにおける活躍
笹井は文部科学省再生医療の実現化プロジェクトにおいて、「ヒト多能性幹細胞の分化誘導・移植の技術開発と技術支援のための総合拠点」の代表者を務めるとともに、科学技術振興機構 (JST) の戦略的創造研究推進事業 再生医療実現拠点ネットワークプログラムにおいても「疾患特異的iPS細胞を活用した難病研究」、「疾患・組織別実用化研究拠点」といった大型プロジェクトの代表を務めており、高橋政代によるiPS臨床研究にも貢献していた。
笹井は理研CDB設立当初からのメンバーであり、「若手が実力を発揮できる研究所を作りたかった」「日本の大学では嫉妬されたり雑用が多かったり、若い研究者が自分の研究室を持ちにくい。CDBは、若手が思いっきり活躍できる研究所にしたい」と語り、CDBの予算獲得や新施設「融合連携イノベーション推進棟」の実現にも尽力した。笹井の貢献に対し、CDBセンター長の竹市雅俊は「笹井さんなしでは今のセンターはなかった」と述べており、ポートアイランドの関連企業からも「神戸全体の発展や産学連携を見据えるまれな存在だった」と評価されていた。
文部科学省の科学技術・学術審議会「ライフサイエンス委員会」でも委員を務め、iPS細胞偏重の政策を疑問視する発言も行っていた。マネージャー業務に加えて、学会の打ち上げでチェロを演奏したり、CDBで開催される国際会議ではバーテンダー役を務めたりするなど、マルチタレント振りを発揮していた。2013年3月には副センター長に就任。後進の育成にも熱心で、次期センター長との呼び声もあった。
2012年12月に小保方晴子のCDB研究ユニットリーダー採用面接に立ち会い、竹市雅俊センター長からSTAP論文（STAP、STAP細胞、STAP幹細胞、FI幹細胞）の指導を依頼される。その後も指導を続けるうちに共著者や共同発明者に加わっていき、副センター長となってからも同研究をバックアップした。2014年1月には文部科学省や内閣官房に対しSTAP研究予算の陳情を行っており、10年で50億円の予算を文部科学省に認めさせていたともいわれている。

### STAP論文問題の混迷
2014年1月28日のSTAP研究発表の記者会見には笹井も同席し、ネイチャーに載った25年間の論文の中で最もインパクトがあると、その成果を強調していたが、この論文に疑義が生じ始める。当初は論文の結論に影響がないと見られており、笹井も2月下旬の懇親会では目を輝かせながらCDBの同僚にSTAP研究への参加を呼び掛けていた。しかし続出する致命的な疑義を受け、3月10日には共同著者の若山照彦が論文撤回を呼び掛けることになり、事態は混迷を深めていく。
3月11日には「なぜ、こんな負の連鎖になるのか、悲しくなってくる」と新聞記者に吐露し、竹市雅俊センター長には副センター長の職を辞したい旨を伝えていたが、調査中のため辞職は認められなかった。精神的ストレスのため心療内科を受診し、持病の「急性増悪の併発」も重なり、同月から1ヶ月ほど休職（傷病休職）して入院していた。退院後の4月16日には記者会見を開き、謝罪を行った。会見前には「できるだけ率直にお話ししたいが、理研の立場の範囲だと思う」と述べ、会見には普段あまり付けない理研のバッジを胸にして臨んだ。
会見では「STAPは最も合理性のある仮説」として科学的説明を行い、ハーバードとの関係や研究の変遷について事実関係を明らかにしたが、責任逃れと批判されることにもなった。笹井の管理責任は厳しく指摘され、6月12日には理研改革委員会から「笹井氏の責任は重大」として幹部退任を提言されるなど、笹井への批判は強まっていた。研究予算の使途など疑惑は深まり、6月30日には科学的な疑義を対象とする新たな調査が始まることになる。
このような状況の中、笹井は6月頃には研究室の研究員に「研究室を閉めるから行き先を探すように」と語っていた。体調が悪化しながらも、研究員の就職先探しや論文指導に熱心に取り組むとともに、各種プロジェクトの代表交代準備も進めていた。また、7月2日のネイチャー論文撤回にあたり、笹井は「不正を防ぐ指導を徹底しきれなかった」「整合性を疑念なく語ることは困難」とのコメントを出し、その主張を後退させていた。

### 自殺とその波紋
同年7月25日には研究の議論も成立しない状態に陥り、研究員から報告を受けたセンター長の竹市雅俊は健康管理室に相談、笹井を医師に受診させることを勧められていた。丹羽仁史や小保方晴子の検証実験が注目される中、7月27日にはSTAP事件の特集がテレビ放映され、笹井についても大きく取り上げられ、8月4日の理研の声明でも新たな調査結果に伴って、共著者の処分が大きく変わることが言及されていた。
8月5日午前8時40分頃、神戸市中央区にある理化学研究所発生・再生科学総合研究センター (CDB) と通路でつながった先端医療センターの研究棟の4階と5階の間の踊り場で、手すりにくくりつけたひも状のもので首吊りになった状態で発見され、医師が死亡を確認。同日午前11時3分、警察に通報後に搬送された搬送先の神戸市立医療センター中央市民病院で正式に死亡が確認された。兵庫県警察は自殺とみており、現場のカバンの中や、秘書の机、自宅に複数の遺書が残されていた。52歳没。理研と家族で対応を検討し始めていた矢先の出来事であった。
笹井の死により、神戸アイセンターや融合連携イノベーション推進棟といった再生医療の実用化や神戸医療産業都市の関連事業、およびSTAP論文問題の真相解明や検証実験等に影響が出ることが懸念された。また、笹井の自殺によって理研内の研究者や職員らの動揺や不安は深刻化した。研究室メンバーや小保方、理研関係者のメンタルケアも心配され、理研職員らの心労を心配して理研に電話をした人も複数いたという。
笹井の訃報に際し、理化学研究所の野依良治理事長と竹市雅俊センター長がコメントを発表。さらに閣僚や科学技術振興機構 (JST)も声明を出し、山中伸弥や若山照彦も哀悼の意を表した。日本国外でも大きく報道され、『ネイチャー』は編集主幹が「悲劇」「科学者コミュニティーの多大な損失」と声明を発表するとともに、同誌のニュースブログでも取り上げ、他の多くの学術誌においても追悼記事が掲載された。

## 経歴

### 略歴
- 1986年3月 - 京都大学医学部卒業[47]
- 1986年6月 - 神戸市立中央市民病院研修医（内科）[46][47]
- 1988年4月 - 京都大学大学院医学研究科入学[47]
- 1992年4月 - 京都大学大学院医学研究科研修員[8]
- 1993年1月 - 京都大学より博士（医学）の学位を取得[12][47]
- 1993年3月 - カリフォルニア大学ロサンゼルス校 (UCLA) 医学部客員研究員[46][47]
- 1996年6月 - 京都大学医学部助教授（生体情報科学講座）[120][46][注釈 16]
- 1998年5月 - 京都大学再生医科学研究所教授[46]（再生統御学部門 再生誘導研究分野）[121]
- 2000年5月 - 理化学研究所 発生・再生科学総合研究センター細胞分化・器官発生研究グループ ・グループディレクター兼任[47]
- 2003年7月 - 同、専任[46]
- 2010年 - 理化学研究所 発生・再生科学総合研究センター器官発生研究グループ グループディレクター
- 2013年4月 - 理化学研究所 発生・再生科学総合研究センター 副センター長[43][122]
- 2014年8月5日 - 死去[10][11]

### 兼任
- 2003年 - 京都大学大学院医学研究科 連携講座 教授[46][注釈 17]
- 2007年 - スウェーデン ルンド大学医学部 客員教授（8月 - 9月）[46]
- 2008年 - 自然科学研究機構 生理学研究所 客員教授[46]
- 先端医療振興財団（神戸市）評議員[124][47]
- Development（英語版）誌 編集顧問委員[47]
- Genesis（英語版）誌 編集顧問委員[47]
- Neuron（英語版）誌 編集顧問委員[47]
- 文部科学省 科学技術・学術審議会 ライフサイエンス委員会 委員[125]

### 受賞歴
- 1998年12月 - Human Frontier Science Program Organization（英語版） 10周年記念賞[28][47]
- 2006年11月 - 第43回 ベルツ賞 1等賞（共同受賞）[注釈 18]
- 2009年 4月 - 文部科学大臣表彰 科学技術賞（研究部門）「多能性幹細胞から多様な神経細胞への系統的分化誘導の研究」[55]
- 2009年 4月 - 読売テクノ・フォーラム 第15回 ゴールド・メダル賞[127][注釈 19]
- 2010年10月 - 大阪科学賞「脳発生の制御原理の解明と試験管内再現」[46]
- 2012年 2月 - 第28回（2011年度）井上学術賞「自己組織化による中枢神経系の発生制御の試験管内再現」[56]
- 2012年 4月 - 米国NIH財団 第6回 Sayer Vision Research Lecture Award[128][注釈 20]
- 2012年 9月 - 第26回（2011年度）塚原仲晃記念賞「脳発生の試験管内再現による制御機序の研究」[57]
- 2012年 - 第12回 山崎貞一賞「多能性幹細胞からの自己組織化による脳および感覚組織の3次元形成とその原理」[29]
- 2012年 - 2012年度 武田医学賞「器官発生の機序解明と試験管内再現」[29]
- 2013年 - ベルン大学 ハンス・ジークリスト賞（Hans-Sigrist-Preis）[129]
- 2014年 - 平成25年度 上原賞「幹細胞の自己組織化による臓器形成の自律制御原理の研究」[30]

## 著作

### 共編著
- NHK「サイエンスZERO」取材班、近藤滋、笹井芳樹 編著『細胞「私」をつくる60兆個の力』NHK出版、2011年。ISBN 978-4-14-081514-4。
- 梅澤明弘、笹井芳樹、洪実 編集 編『再生医療を実現化する幹細胞のメディカルサイエンス - stemnessと分化の制御,新規因子の発見から三次元組織形成など臨床につながる最新成果まで』羊土社〈実験医学 増刊 Vol.30 No.10〉、2012年6月。ISBN 978-4-7581-0323-7。

### 連載記事
- 笹井芳樹. “創発生物学への誘い―神秘のベールに隠された生命らしさに挑む”. 2014年8月6日閲覧。

1. 「創発生物学への序：多細胞生物学研究のパラダイムシフト」『実験医学』第31巻第13号、2013年8月。
2. 「多細胞社会に見る自己組織化：眼杯などの自己組織化を例に」『実験医学』第31巻第16号、2013年10月。
3. 「自己組織化の3つのメカニズム：自己集合， 自己パターン形成， 自己駆動型形態形成」『実験医学』第31巻第19号、2013年12月。
4. 「創発する力学-化学場：自己駆動型形態形成」『実験医学』第32巻第3号、2014年2月。
5. 「局所と全体の呼応：自律制御する発生場」『実験医学』第32巻第6号、2014年4月。
6. 「創発生物学の展望：多細胞社会を操る制御のツボとその応用」『実験医学』第32巻第13号、2014年8月。

### 主な解説
- 「神経誘導因子コーディンによる転写因子の調節」『三共生命科学研究振興財団研究報告集』第14巻、1999年10月、 39-47頁。
- 「遺伝子探訪(10)京都大学再生医科学研究所--21世紀医療の創造をめざして!」『遺伝子医学』第4巻第1号、2000年2月、 178-182頁。
- 「発生生物学物語:古きを訪ね,新しきを考える(7)ボディープランのマイクロフィルム:オーガナイザーを取り巻く概念と分子」『細胞工学』第19巻第2号、2000年2月、 302-310頁。
- 「Key Person 笹井芳樹 京都大学再生医科学研究所教授 ES細胞から神経"再生"人での実用化も間近に」『週刊東洋経済』第5690号、2001年4月14日、 92-95頁。大滝俊一、長谷川隆との共著。
- 「新しい分泌因子Kielinによる眼発生制御の分子解析」『日産科学振興財団研究報告書』第25巻、2002年、 25-28頁。
- 「胚性幹細胞から神経細胞への試験管内分化誘導」『臨床神経学』第42巻第11号、2002年11月1日、 1142頁。水関健司との共著。
- 「特別講演 幹細胞医学 - 関西での再生医学研究と連携 -」『日本香粧品科学会誌』第27巻第3号、2003年、 153-157頁。
- 「ES細胞からの生体パーツ化の試み : 外胚葉組織を中心に」『日本皮膚科学会雑誌』第114巻第3号、2004年3月20日、 388-389頁。
- 「神経堤細胞の発生制御 : 発生生物学および幹細胞生物学の知見から」『小児がん』第41巻第3号、2004年11月21日、 472頁。
- 「ES細胞からの生体パーツ化の試み : 試験管内での外胚葉組織分化制御」『日本皮膚科学会雑誌』第114巻第13号、2004年12月10日、 2012-2016頁。
- 「ヒト多能性幹細胞の分化誘導・移植の技術開発と技術支援のための総合拠点」『再生医療』第7巻第3号、2008年8月、 235-238頁。（特集 iPS細胞研究の最前線 -ヒトiPS細胞等研究拠点整備事業実施機関）。
- 「理化学研究所神戸研究所の活動 ヒト多能性幹細胞の分化誘導・移植の技術開発と技術支援のための総合拠点」『最新医学』第64巻第802号、2009年3月、 675-687頁。（特集 幹細胞研究の最新の進歩(前篇)多能性幹細胞 - iPS細胞を用いた再生医療実現化に向けて）。
- 「網膜と下垂体の自己組織化 : 次々世代再生医療への新アプローチ」『最新医学』第67巻第7号、2012年7月、 1750-1757頁。
- 「発生学 試験管で網膜をつくる」『日経サイエンス』第43巻第2号、2013年2月、64-69頁。

## 研究業績

### 学位論文
- Two mammalian helix-loophelix factors structurally related to Drosophila hairy and Enhancer of split. 博士論文（甲第5227号）. 京都大学. (1993-01-23)（ショウジョウバエ神経分化制御因子hairy及びEnhancer of splitに相同性の高い2つの哺乳類ヘリックス・ループ・ヘリックス型転写因子に関する研究)

### レビュー論文
- Yoshiki Sasai (2013-01-17). “Cytosystems dynamics in self-organization of tissue architecture”. Nature 17 (493):  318-326.

### 主な原著論文
- Sasai, Y., Lu, B., Steinbeisser, H., Geissert, D., Gont, L.K., De Robertis, E.M. (1994). “Xenopus chordin: a novel dorsalizing factor activated by organizer-specific homeobox genes”. Cell 79 (5):  779-790.
- Piccolo, S., Sasai, Y., Lu, B. and De Robertis, E.M. (1996). “Dorsoventral patterning in Xenopus: Inhibition of ventral signals by direct binding of Chordin to BMP-4”. Cell 86:  589-598. PMID 8752213.
- E. M. De Robertis, Yoshiki Sasai (1996). “A common plan for dorsoventral patterning in Bilateria”. Nature 380:  37-40.
- Morizane A, Takahashi J, Takagi Y, Sasai Y, Hashimoto N. (2002). “Optimal conditions for in vivo induction of dopaminergic neurons from ES cells through stromal cell-derived inducing activity.”. J Neurosci Res 69 (6):  934-939.
- Haruta M, Sasai Y, Kawasaki H, Amemiya K, Ooto S, Kitada M, Suemori H, Nakatsuji N, Ide C, Honda Y, Takahashi M. (March 2004). “In vitro and in vivo characterization of pigment epithelial cells differentiated from primate embryonic stem cells”. Invest Ophthalmol Vis Sci 45 (3):  1020-1025.
- Watanabe K, Ueno M, Kamiya D, Nishiyama A, Matsumura M, Wataya T, Takahashi J, Nishikawa S, Nishikawa S-I, Muguruma K, Sasai Y (2007). “A ROCK inhibitor permits survival of dissociated human embryonic stem cells”. Nat Biotech 25:  681-686.
- Fumitaka Osakada , Hanako Ikeda , Michiko Mandai , Takafumi Wataya , Kiichi Watanabe , Nagahisa Yoshimura , Akinori Akaike , Yoshiki Sasai, Masayo Takahashi (1 February 2008). “Toward the generation of rod and cone photoreceptors from mouse, monkey and human embryonic stem cells”. Nat Biotechnol 26:  215-224.
- Hayashi H, Morizane A, Koyanagi M, Ono Y, Sasai Y, Hashimoto N, Takahashi J (2008). “Meningeal cells induce dopaminergic neurons from embryonic stem cells”. Eur J Neurosci 27:  261-268.
- Osakada F, Ikeda H, Mandai M, Wataya T, Watanabe K, Yoshimura N, Akaike A, Sasai Y, Takahashi M. (2008). “Toward the generation of rod and cone photoreceptors from mouse, monkey and human embryonic stem cells”. Nature Biotechnology 26:  215-224.
- Fumitaka Osakada, Hanako Ikeda, Yoshiki Sasai, Masayo Takahashi (2009). “Stepwise differentiation of pluripotent stem cells into retinal cells”. Nature Protocols 4:  811-824. PMID 19444239.
- Doi D, Morizane A, Kikuchi T, Onoe H, Hayashi T, Kawasaki T, Motono M, Sasai Y, Saiki H, Gomi M, Yoshikawa T, Hayashi H, Shinoyama M, Mohamed R, Suemori H, Miyamoto S, Takahashi J (2012). “Prolonged maturation culture favors a reduction in the tumorigenicity and the dopaminergic function of human ESC-derived neural cells in a primate model of Parkinson’s disease”. Stem Cells 30 (5):  935-945.
- Obokata, H.; Wakayama, T.; Sasai, Y.; Kojima, K.; Vacanti, M. P.; Niwa, H.; Yamato, M.; Vacanti, C. A. (2 July 2014). “Retraction:Stimulus-triggered fate conversion of somatic cells into pluripotency”. Nature 505:  641-647.
- Obokata, H.; Sasai, Y.; Niwa, H.; Kadota, M.; Andrabi, M.; Takata, N.; Tokoro, M.; Terashita, Y.; Yonemura, S.; Vacanti, C. A.; Wakayama, T. (2 July 2014). “Retraction:Bidirectional developmental potential in reprogrammed cells with acquired pluripotency”. Nature 505:  676-680.
- H. Obokata, Y. Sasai, H. Niwa (March 2014). “Essential technical tips for STAP cell conversion culture from somatic cells”. Protocol Exchange.（2014年7月2日撤回済み）
- Juthaporn Assawachananont, Michiko Mandaiemail, Satoshi Okamoto, Chikako Yamada, Mototsugu Eiraku, Shigenobu Yonemura, Yoshiki Sasai, Masayo Takahashi (6 May 2014). “Transplantation of Embryonic and Induced Pluripotent Stem Cell-Derived 3D Retinal Sheets into Retinal Degenerative Mice”. Stem Cell Reports 2 (5):  662-674.

### 知的財産
（特許）
- 特許第4219955号「神経細胞の製造方法」（国際公開 WO2006/004149）
- 特許第4294482号「胚性幹細胞から外胚葉系細胞への分化誘導剤、その取得方法及びその用途」（国際公開 WO03/042384）
- 特許第4458222号「胚性幹細胞の外胚葉系細胞への新規な分化誘導法及びその用途」（国際公開 WO01/088100）
- 特許第4576545号「羊膜由来因子による胚性幹細胞の培養方法」（特許公開 2005-333904）
- 特許第5067765号「卵膜由来細胞の細胞外マトリクスを用いた多能性幹細胞の培養方法」（特許公開 2010-166901）
- 特許第5141016号「無血清浮遊培養による胚性幹細胞の神経分化誘導法」- 2012年11月30日登録（国際公開 WO2005/123902）
- 特許第5721111号「幹細胞の培地及び培養方法」（特許公開 2013-099345）
- 特許第5787370号「幹細胞の分化誘導方法」（特許公表 2013-509859、WO2011/055855、PCT/JP2010/070163）
- 特許第5985207号「網膜色素上皮細胞の製造方法」（特許公開 2013-128474）
- 特許第5985208号「網膜組織の製造方法」（特許公開 2013-128475）
- 特許第5985209号「眼杯様構造体の製造方法」（特許公開 2013-128476）
- 特許第6012164号「多能性幹細胞由来の組織の凍結保存方法」（特許公開 2013-110988）
- 特許第6067232号「網膜層特異的神経細胞を製造する方法」（特許公開 2013-128477）
- 特許第6210881号「幹細胞の培養方法」（国際公開 WO2013-065763）
- 特許第6393614号「毛様体周縁部様構造体の製造方法」（国際公開 WO2013-183774）
- 特許第6425246号「幹細胞の培養方法」（特許公開2016-005465）
- 特許第6443707号「単一細胞凝集塊形成用培養容器」（特許公開 2018-130120）
- 特許第6495176号「網膜色素上皮細胞の製造方法」（国際公開 WO2015-068505）
- 特許第6495830号「毛様体周縁部様構造体の製造法」（国際公開 WO2015-087614）
- 特許第6499084号「終脳又はその前駆組織の製造方法」（国際公開 WO2015-076388）
- 特許第6516810号「幹細胞の培養方法」（特許公開 2018-038401）
- 特許第6546089号「前眼部組織の製造方法」（国際公開 WO2015-020091）
- 特許第6571533号「毛様体周縁部幹細胞の製造方法」（国際公開 WO2015-107738）
- 特許第6580989号「網膜組織及び網膜関連細胞の製造方法」（国際公開 WO2015-025967）
- 特許第6678934号「単一細胞凝集塊形成用培養容器」（特許公開 2019-022527）
- 特許第6680681号「小脳前駆組織の製造方法」（国際公開 WO2016-039317）
- 特許第6682446号「網膜組織の製造方法」（国際公開 WO2016-063986）

（特許出願）
- 特許公開2004-298108「水晶体細胞の作製方法、およびこの方法によって得られる水晶体細胞」 - 拒絶査定
- 特許公開2008-099662「幹細胞の培養方法」 - 審査未請求によるみなし取下
- 国際特許公開 WO2009/148170「METHOD FOR CULTURE OF STEM CELL（幹細胞の培養方法）」 - 拒絶査定
- 国際特許公開 WO2013/163296/A1「Generating pluripotent cells de novo」（PCT/US2013/037996）

### 競争的資金
（科研費 研究代表者）
- 1997-1998年度 - 基盤研究C「神経誘導因子Chordinの下流に働く神経分化制御因子の研究」
- 1997年度 - 重点領域研究「外胚葉の微細パターン形成の分子的基盤に関する発生工学的分子生物学的研究」
- 1998-2003年度 - 特定領域研究「初期神経板パターン形成における領域間相互作用の分子機序」
- 1998年度 - 特定領域研究A「外胚葉の微細パターン形成の分子的基盤に関する発生工学的・分子生物学的研究」
- 1998年度 - 特定領域研究A「神経誘導因子Chordinの下流転写因子群による中枢神経形成の制御」
- 1999-2000年度 - 基盤研究B「脊椎動物における神経分化誘導の分子機構の研究」
- 2000-2001年度 - 基盤研究B「未分化外胚葉から神経堤細胞への分化制御の分子発生学的解析」
- 2003-2004年度 - 基盤研究B「新規分泌性シグナル因子Tiarinによる背側神経組織分化の解析」
- 2005-2009年度 - 特定領域研究「神経難病に関わる脳幹部および大脳基底部の神経細胞への系統的な試験管内分化系」
- 2005-2006年度 - 基盤研究B「前脳・中脳形成決定因子XsalFの作用機序」
- 2007-2008年度 - 基盤研究B「初期胚パターン形成におけるWntシグナル促進因子Tsh 3の機能解析」
- 2009-2011年度 - 基盤研究B「Znフィンガータンパクによる外胚葉分化決定の分子機序」

（科研費 研究分担者）
- 1995-1997年度 - 国際学術研究「グルタミン酸受容体の細胞内情報伝達機構と調節に関する分子生物学的研究」（代表者：中西重忠）
- 1998-2004年度 - 特定領域研究「脳・神経系形成における誘導のメカニズムの解明」（代表者：仲村春和）
- 1999-2000年度 - 特定領域研究B「未分化胚性細胞からニューロンへの多段階分化の分子的解析」（代表者：河崎洋志）
- 2002-2005年度 - 基盤研究A「ES細胞の分化環境の作製と免疫隔離膜を用いた分化細胞の移植」（代表者：岩田博夫）
- 2002-2004年度 - 基盤研究B「サルES細胞からのドーパミン神経誘導およびサルパーキンソンモデルへの移植」（代表者：高橋淳）
- 2005-2007年度 - 基盤研究B「ヒトES細胞からのドーパミン産生神経誘導およびサルパーキンソン病モデルへの移植」（代表者：高橋淳）

（文部科学省 再生医療の実現化プロジェクト）
- 第I期（2003-2007年） - 「幹細胞操作技術開発領域」領域代表（サブプロジェクトリーダー）[130]
- 第II期 - iPS拠点事業「ヒト多能性幹細胞の分化誘導・移植の技術開発と技術支援のための総合拠点」研究代表者[131]

（科学技術振興機構 戦略的創造研究推進事業 再生医療実現拠点ネットワークプログラム）
- 2012-2016年度 - 疾患特異的iPS細胞を活用した難病研究

「高品質な分化細胞・組織を用いた神経系および視覚系難病のin vitroモデル化と治療法の開発」
- 2013-2022年度 - 疾患・組織別実用化研究拠点（拠点A）

「視機能再生のための複合組織形成技術開発および臨床応用推進拠点」